# Vom Donaustrande
Vom Donaustrande (Des Bords du Danube) est une polka rapide de Johann Strauss II (op. 356). L'œuvre est créée le 6 avril 1873 dans la salle de concert de la Musikverein de Vienne.

## Histoire
La polka est composée à partir de motifs de l'opérette Der Karneval in Rom. L'œuvre rejoint ainsi une série de compositions (opus numéros 357, 358, 359 et 360 ) qui reprennent tous les thèmes de cette opérette. La première a lieu dans le cadre d'un concert célébrant le 50e anniversaire de l'orchestre de Strauss, autrefois fondé par Johann Strauss (père). La polka est bien accueillie par le public.

## Durée
Sa durée d'exécution est de 2 minutes et 56 seconde. Elle peut varier selon l'interprétation musicale du chef d'orchestre. 

## Postérité
La pièce est jouée lors du célèbre concert du nouvel an à Vienne : 1974 (Willi Boskovsky) ; 2000 (Riccardo Mutti) ; 2015 (Zubin Mehta).